# Саяма (княжество)
Княжество Саяма (яп. 狭山藩 Саяма-хан) — феодальное княжество (хан) в Японии периода Эдо (1600—1869). Саяма-хан располагался в провинции Кавати (современная префектура Осака) на острове Хонсю.

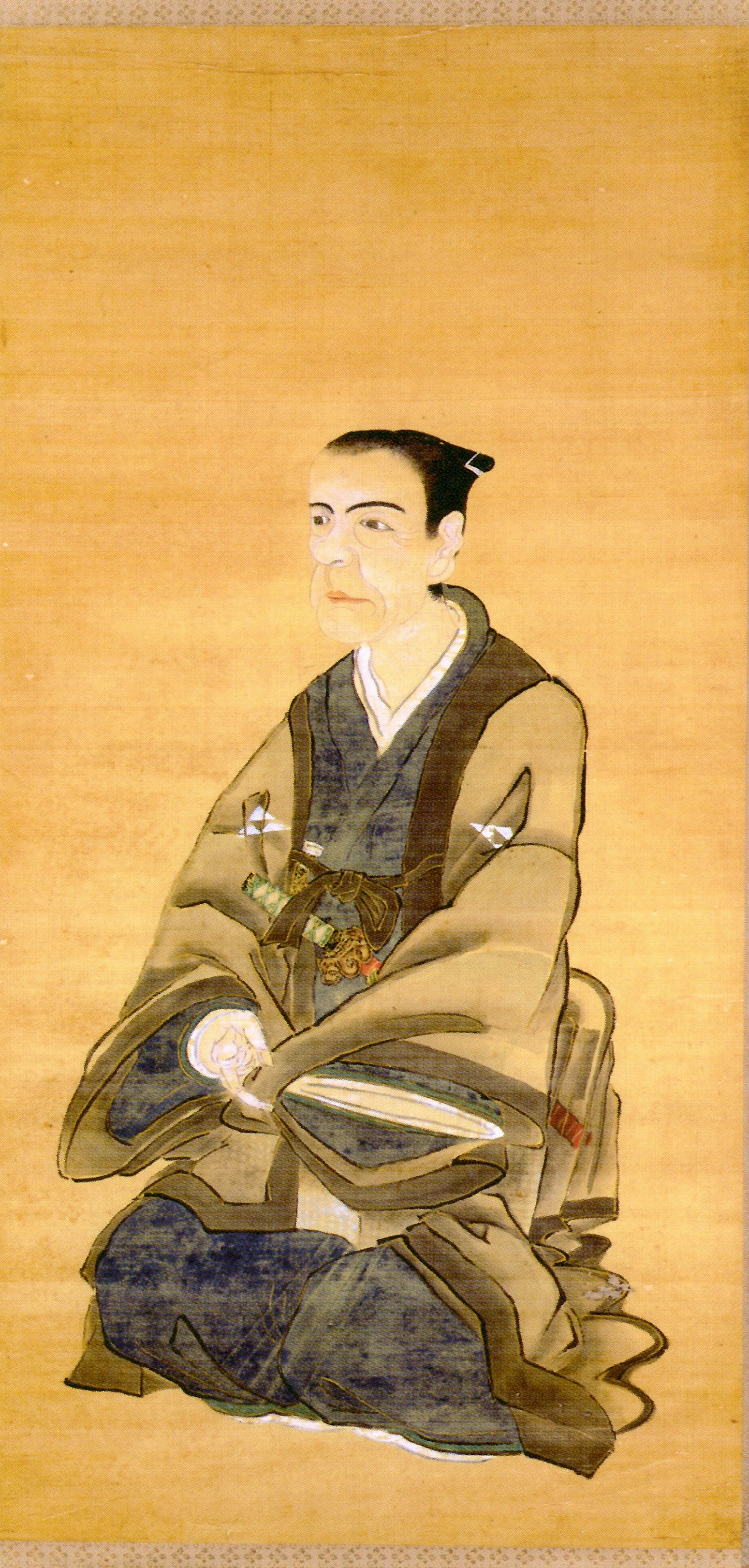
Ходзё Удзитомо, 5-й даймё Саяма-хана

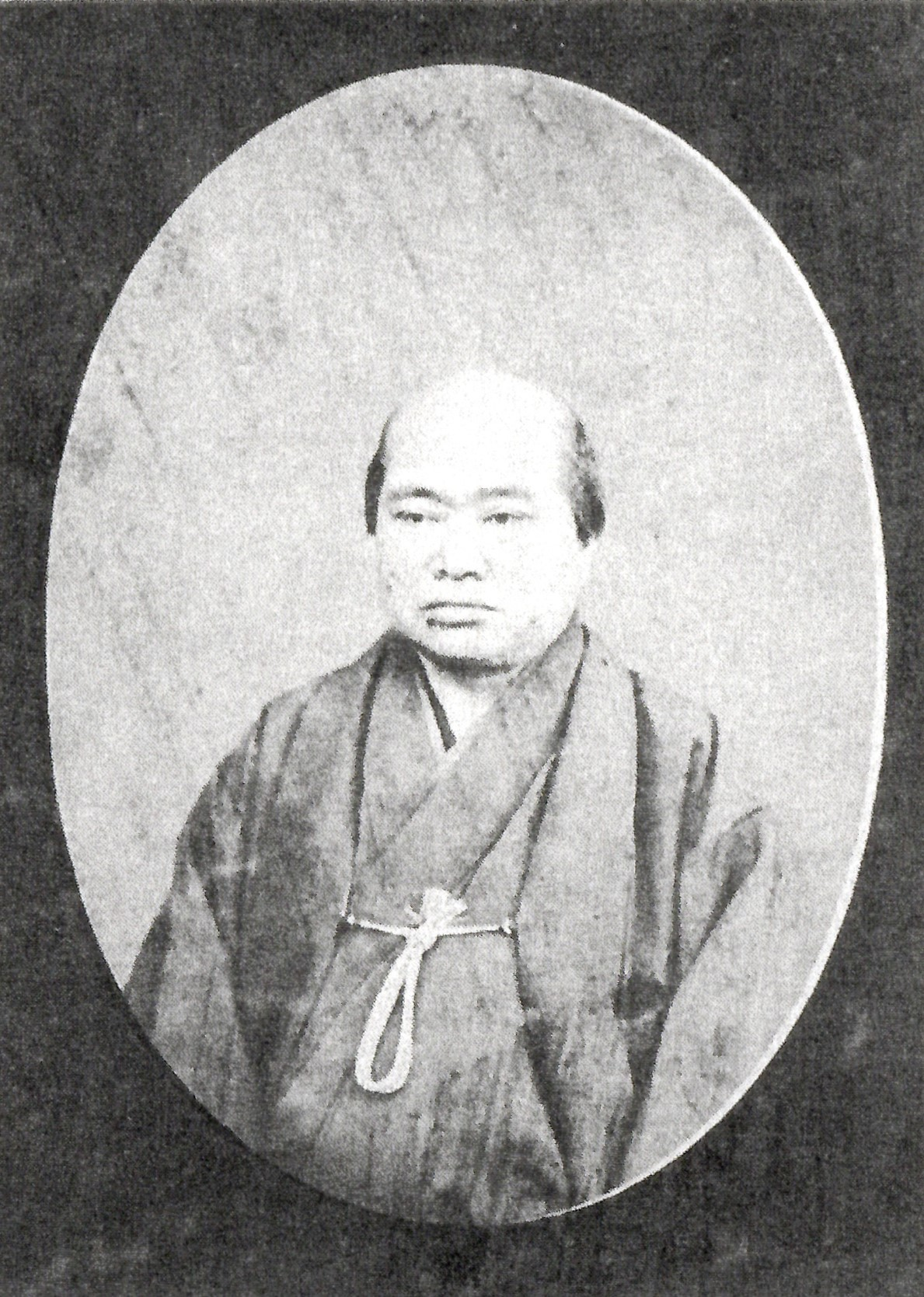
Ходзё Удзиёси, 11-й даймё Саяма-хана

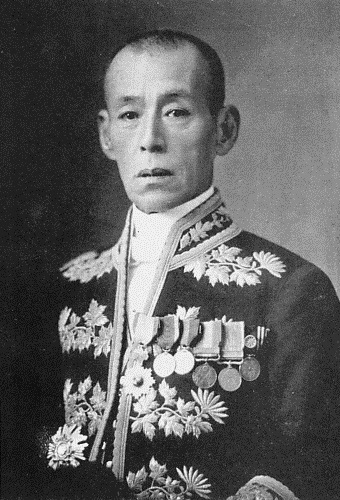
Ходзё Удзтюки, 12-й даймё Саяма-хана

Административный центр хана: Саяма jin’ya в провинции Кавати (современный город Осакасаяма в префектуре Осака). Княжество управлялось самурайским родом Го-Ходзё, ветвью клана Ходзё.

## История
Родоначальником клана Го-Ходзё (Поздние Ходзё) был Исэ Соун (1432—1519), правивший с 1490-х по 1519 год. В период Сэнгоку род Го-Ходзё находился в зените славы и контролировал весь регион Канто. Фактический японский диктатор Тоётоми Хидэёси, подчинивший своей власти большую часть Японии, потребовал от клана Го-Ходзё признать его верховную власть. Получив отказ, Тоётоми Хидэёси в 1590 году организовал карательный поход на земли Го-Ходзё. 200-тысячная армия осадила замок Одавара, резиденцию Го-Ходзё. Осада длилась три месяца. 4 августа 1590 года замок Одавара вынужден был капитулировать. Ходзё Удзимаса, даймё Одавара (1571—1590), и его младший брат, Ходзё Удзитэру, были вынуждены совершить ритуальное самоубийство (сэппуку). Перед смертью Ходзё Удзимаса отказался от титула в пользу своего сына Ходзё Удзинао (1562—1591), зятя Токугава Иэясу, который был отправлен в ссылку на гору Коя-сан, где вскоре скончался. Владения рода Го-Ходзё в Канто Тоётоми Хидэёси передал Токугава Иэясу. Ходзё Удзинори (1545—1600), младший брат Удзимасы, находился в давней дружбе с Токугава Иэясу, когда они оба были заложниками в роду Имагава. После ликвидации домена Го-Ходзё Удзинори получил от Токугава Иэясу 10 000 коку. Он завещал 4 000 коку своему сыну Ходзё Удзимори (1577—1608), который продолжил ветвь клана Ходзё.

## Список даймё
- Род Ходзё (тодзама; 11,000 -> 10,000 коку)

- Ходзё Удзимори (1577—1608), 1-й даймё Саяма-хана (1600—1608), старший сын Ходзё Удзинори
- Ходзё Удзинобу (1601—1625), 2-й даймё Саяма-хана (1608—1625), старший сын предыдущего
- Ходзё Удзимунэ (1619—1685), 3-й даймё Саяма-хана (1625—1670), старший сын предыдущего
- Ходзё Удзихару (1639—1696), 4-й даймё Саяма-хана (1670—1696), внук Ходзё Удзимори, приёмный сын предыдущего
- Ходзё Удзитомо (1669—1735), 5-й даймё Саяма-хана (1696—1735), младший брат предыдущего
- Ходзё Удзисада (1703—1758), 6-й даймё Саяма-хана (1735—1758), старший сын предыдущего
- Ходзё Удзихико (1742—1769), 7-й даймё Саяма-хана (1758—1769), старший сын предыдущего
- Ходзё Удзиакира (1760—1811), 8-й даймё Саяма-хана (1769—1801), старший сын предыдущего
- Ходзё Удзитака (1785—1846), 9-й даймё Саяма-хана (1801—1842), старший сын предыдущего
- Ходзё Удзихиса (1816—1852), 10-й даймё Саяма-хана (1842—1852), сын Тода Удзиканэ (1780—1841), 8-го даймё Огаки-хана (1806—1841), приёмный сын предыдущего
- Ходзё Удзиёси (1830—1891), 11-й даймё Саяма-хана (1852—1861), приёмный сын предыдущего
- Ходзё Удзиюки (1845—1919), 12-й даймё Саяма-хана (1861—1869), сын Хотты Масахиро (1795—1854), 2-го даймё Сано-хана (1832—1854), приёмный сын предыдущего